# 3 000 mètres aux championnats du monde d'athlétisme
Pour un article plus général, voir Championnats du monde d'athlétisme.
Le 3 000 mètres féminin a fait partie à quatre reprises du programme des championnats du monde d'athlétisme, de 1983 à Helsinki à 1993 à Stuttgart. L'épreuve est remplacée par le 5 000 m à partir de 1995.
Avec deux médailles d'or remportées, en 1987 et 1991, la Soviétique Tatyana Samolenko est l'athlète la plus titrée dans cette épreuve. Le record des championnats du monde appartient à la Chinoise Qu Yunxia avec le temps de 8 min 28 s 71, établi lors des championnats du monde d'athlétisme 1993 à Stuttgart.

## Éditions
| Années | 83 | 87 | 91 | 93 | Total |
| ------ | -- | -- | -- | -- | ----- |
| Femmes | X  | X  | X  | X  | 4     |

## Palmarès
| Édition | Or                               | Argent                        | Bronze                          |
| ------- | -------------------------------- | ----------------------------- | ------------------------------- |
| 1983    | Mary Decker-Slaney 8 min 34 s 62 | Brigitte Kraus 8 min 35 s 11  | Tatyana Kazankina 8 min 35 s 13 |
| 1987    | Tatyana Samolenko 8 min 38 s 73  | Maricica Puică 8 min 39 s 45  | Ulrike Bruns 8 min 40 s 30      |
| 1991    | Tatyana Samolenko 8 min 35 s 82  | Yelena Romanova 8 min 36 s 06 | Susan Sirma 8 min 39 s 41       |
| 1993    | Qu Yunxia 8 min 28 s 71          | Zhang Linli 8 min 29 s 25     | Zhang Lirong 8 min 31 s 95      |

## Records des championnats
| Temps         | Athlète           | Lieu      | Date         |
| ------------- | ----------------- | --------- | ------------ |
| 8 min 46 s 65 | Svetlana Ulmasova | Helsinki  | 8 août 1983  |
| 8 min 44 s 72 | Tatyana Kazankina | Helsinki  | 8 août 1983  |
| 8 min 34 s 62 | Mary Decker       | Helsinki  | 10 août 1983 |
| 8 min 28 s 71 | Qu Yunxia         | Stuttgart | 16 août 1993 |